# Bureau des Marchés du gaz et de l'électricité
Le bureau des marchés du gaz et de l'électricité (Office of Gas and Electricity Markets ou OFGEM), est le régulateur pour les marchés du gaz et de l'électricité au Royaume-Uni. Son équivalent en France est la Commission de régulation de l'énergie (CRE).